# Real Club de Tenis de San Sebastián
El Real Club de Tenis de San Sebastián/Donostiako Tenis Elkarte Erreala és un club esportiu de la ciutat de Sant Sebastià al País Basc. Es tracta del club esportiu en actiu més antic de Guipúscoa, ja que la seva fundació es remunta a 1904.

## Història
El club va ser fundat a l'agost de 1904 sota la denominació de San Sebastián Recreation Club. El seu primer president va ser Jorge Satrústegui. En els seus orígens va ser un club poliesportiu, que va patrocinar la pràctica de nombroses disciplines esportives (futbol, hoquei, cricket, hípica, rugbi, pol, golf, atletisme…) encara que entre tots ells el tennis va prendre ja un paper rellevant des dels seus inicis. La seva primera seu era al barri d'Ategorrieta, encara que aviat va traslladar la seva seu i va construir les seves instal·lacions en el barri d'Antigua on es va assentar a partir de 1906, al costat de l'Avinguda de Zumalacárregui.
La dècada de 1910 va ser de crisi del club, que va veure com van anar desapareixent o separant-se les seves diferents seccions esportives, mantenint-se amb vitalitat únicament la secció de tennis. Entre els clubs que van sorgir a partir d'escissions del Recreation Club cal destacar la Reial Societat de Futbol.
L'1 de febrer de 1919 el club va ser refundat amb la denominació de Real Club de Tenis de San Sebastián. A la fi de la dècada de 1920 es va procedir a la urbanització de la zona d'Ondarreta, on el Recreation Club havia assentat les seves instal·lacions, incloent els prats on s'havia trobat el Camp de Futbol d'Ondarreta, el primer camp de futbol de la ciutat, que va desaparèixer en aquells dies. El club va signar un acord amb l'ajuntament de Sant Sebastià pel qual es va traslladar en 1928 a la seva actual ubicació, en la zona denominada en aquells dies dels marenys d'Ondarreta i on roman fins a l'actualitat. El Tenis de Ondarreta va ser des de llavors un dels punts clau de la vida social de la ciutat sent seu de nombrosos esdeveniments socials de tota mena. En l'àmbit esportiu van passar per les seves instal·lacions destacades raquetes i fins i tot va ser escenari d'una eliminatòria de la Copa Davis en 1968.
El club va passar per una època de crisi i decadència a principis de la dècada de 1980 a causa de la marxa de bona part de les famílies de classe alta que estiuejaven a la ciutat i que prenien part en els actes del club. Amb ajuda municipal i obrint-se a altres capes socials mitjançant l'organització de competicions i cursets de tennis, el club va poder sobreviure i recuperar-se. En les últimes dècades el club va remodelar i va ampliar les seves instal·lacions, així com va obrir noves seccions de piragüisme i pàdel.

### La secció de futbol
El 29 d'agost de 1904 sota la presidència de Jorge Satrústegui es va fundar a Sant Sebastià el San Sebastian Recreation Club, un club poliesportiu que entre les seves nombroses seccions esportives incloïa també una de futbol. El Sant Sebastian Recreation Club es va convertir així en el primer club de futbol formalment establert de la ciutat i també es va convertir en el primer club guipuscoà a participar en un campionat nacional, en presentar-se a la competició de la Copa del Rei de futbol 1905.
En ella, disputada com a triangular, van perdre en el primer partit davant els amfitrions del Madrid Foot-Ball Club per 3-0. Aquests es van convertir fet i fet en campions després de vèncer per 1:0 a l'Athletic Club en el segon partit del triangular. El tercer partit, que havia de decidir el subcampió no va arribar a disputar-se, ja que els jugadors de l'Athletic Club van renunciar a la seva disputa, per la qual cosa el San Sebastian Recreation Club ha de figurar com a subcampió del torneig de Copa de 1905. No obstant això, atès que el partit decisiu del torneig va ser el que van disputar Madrid i Athletic, aquest partit sol ser considerada la final i s'atorga als bilbaïns tradicionalment la consideració de subcampions. El 1906 aquest club va traslladar les seves instal·lacions des del barri d'Ategorrieta, on havia estat fundat, a una zona pròxima a la platja d'Ondarreta. Entre altres instal·lacions van aprofitar els prats pròxims per a la construcció del camp d'Ondarreta, primer terreny de futbol de la ciutat.
També en 1906, el president del S.S.Recreation Club, Satrústegui, va participar juntament amb Carles Padrós del Madrid FC i Narcís Masferrer de la Federació Catalana de Futbol, en la redacció dels estatuts de la Federació Espanyola de Futbol.
En aquells dies el club de futbol jugava amb unes samarretes de ratlles grogues i verdes. Més d'un segle després, durant la presidència d'Iñaki Badiola la Reial Societat va recuperar durant dues temporades aquests colors per al seu segon uniforme, en homenatge a l'equip que havia estat el seu antecessor.
La secció de futbol del Recreation Club va tenir una vida curta. Per dissensions internes, cap a finals de 1907 o principis de 1908 els futbolistes del club van decidir formar un club separat, fundant el San Sebastián Foot-Ball Club. Aquest equip, que va continuar jugant en Ondarreta, va adoptar ja els clàssics colors blau i blanc dels futurs equip de la ciutat. No obstant això al no poder-se presentar aquest equip a la Copa del Rei de futbol 1909 per no estar correctament registrat van prendre prestada la llicència del Club Ciclista de San Sebastián, amb el nom del qual es van presentar i van guanyar el torneig. Després d'aquest èxit aquests mateixos jugadors van ser els que fundaren la Reial Societat de Futbol.